# 高岡村 (茨城県)
高岡村（たかおかむら）は茨城県多賀郡にかつて存在した村である。

## 地理
- 現在の高萩市の西部に位置する。
- 村域は多賀山地の一部でほとんど山がちな地形になっている。
- 村は花貫川と大北川の上流に位置する。

## 歴史

### 村域の変遷
- 1889年（明治22年）4月1日 - 町村制施行により、横川村・大能村・上君田村・下君田村・若栗村が合併し多賀郡高岡村が発足。
- 1954年（昭和29年）11月23日 - 高岡村は高萩町・松岡町・黒前村の一部（福平）・櫛形村の一部（友部の一部）が合併し高萩市が発足。高岡村は消滅。

変遷表
| 1868年 以前 | 1868年 以前 | 明治15年 | 明治22年 4月1日 | 昭和29年 11月23日 | 現在   |
| ----------- | ----------- | -------- | --------------- | ----------------- | ------ |
|             | 横川村      | 横川村   | 高岡村          | 高萩市            | 高萩市 |
|             | 大能村      |          | 高岡村          | 高萩市            | 高萩市 |
|             | 中戸川新田  | 中戸川村 | 高岡村          | 高萩市            | 高萩市 |
|             | 上君田村    |          | 高岡村          | 高萩市            | 高萩市 |
|             | 下君田村    |          | 高岡村          | 高萩市            | 高萩市 |
|             | 若栗村      |          | 高岡村          | 高萩市            | 高萩市 |

## 大字
- 横川（よこかわ）
- 大能（おおのう）
- 中戸川（なかどがわ）
- 上君田（かみきみた）
- 下君田（しもきみた）
- 若栗（わかぐり）

## 人口・世帯

### 人口
総数 [単位： 人]
| 1891年（明治24年） | 2,463 |
| 1920年（大正 9年） | 2,664 |
| 1935年（昭和10年） | 2,913 |
| 1950年（昭和25年） | 3,360 |

### 世帯
総数 [単位： 世帯]
| 1920年（大正 9年） | 565 |
| 1935年（昭和10年） | 637 |
| 1950年（昭和25年） | 913 |